# Theope martinae
Espèce
Theope martinae est une espèce d'insectes lépidoptères appartenant à la famille  des Riodinidae et au genre Theope.

## Taxonomie
Theope martinae a été nommé par Christian Brévignon en 2011.

## Description
Theope martinae est un papillon au dessus des ailes marron très foncé et bleu, les ailes antérieures sont noires orné d'un triangle bleu partant du bord interne sur la moitié de l'aile chez la femelle, les deux tiers chez le mâle, alors que les ailes postérieures sont marron gris avec une très large plage centrale de couleur bleue.
Le revers est ocre avec une glacis basal mauve et une aire costale jaune, jaune vif chez la femelle.

## Biologie
Il est visible en Guyane de novembre à février puis en juillet.

## Écologie et distribution
Theope martinae n'est présent qu'en Guyane.

### Biotope
Il réside dans les vallées le long des pistes en Guyane, dans la région côtière comme dans l'intérieur des terres.

### Protection
Pas de statut de protection particulier.